# Oxycheilinus nigromarginatus
Oxycheilinus nigromarginatus är en fiskart som beskrevs av Randall, Westneat och Martin F. Gomon 2003. Oxycheilinus nigromarginatus ingår i släktet Oxycheilinus och familjen läppfiskar. IUCN kategoriserar arten globalt som otillräckligt studerad. Inga underarter finns listade i Catalogue of Life.